# Gal Rashé

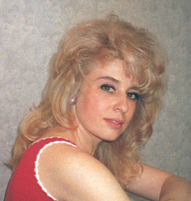
Gal Rashé

Gal Rashé (Галь Раше) (nacida el 13 de marzo de 1960 con el nombre de Galina Krutikova, en ruso Галина Крутикова), es directora y pianista ruso-austriaca. Es miembro de la sociedad de escritores de Rusia.
Estudió con Anatoli Ivánov(russisch Анатолий Васильевич Иванов) en el conservatorio N.A. Rimski-Kórsakov en San Petersburgo. Ha impartido clases en varias escuelas de música e institutos en Rusia y actualmente se dedica a la gestión de orquestas. Ha sido profesora de piano en el conservatorio Prayner de Viena y fue profesora invitada en el conservatorio de Viena. También ha dirigido dos conciertos de la orquesta Viennarmonica (obras de W.A. Mozart, F. Schubert y P. I. Chaikovski) en el Konzerthaus y ha dirigido conciertos en el Goldenen Saal de la asociación de músicos. Ha participado además como directora invitada en varios países.
Ha escrito la adaptación para televisión el álbum de la juventud de Piotr Ilich Chaikovski, trabaja para la radio austriaca Österreichischen Rundfunk y ha publicado varios artículos en prensa. En 1999 obtuvo el primer premio en el festival internacional "Interfer 99" en Yugoslavia.